# Die Schule (Isaac Asimov)

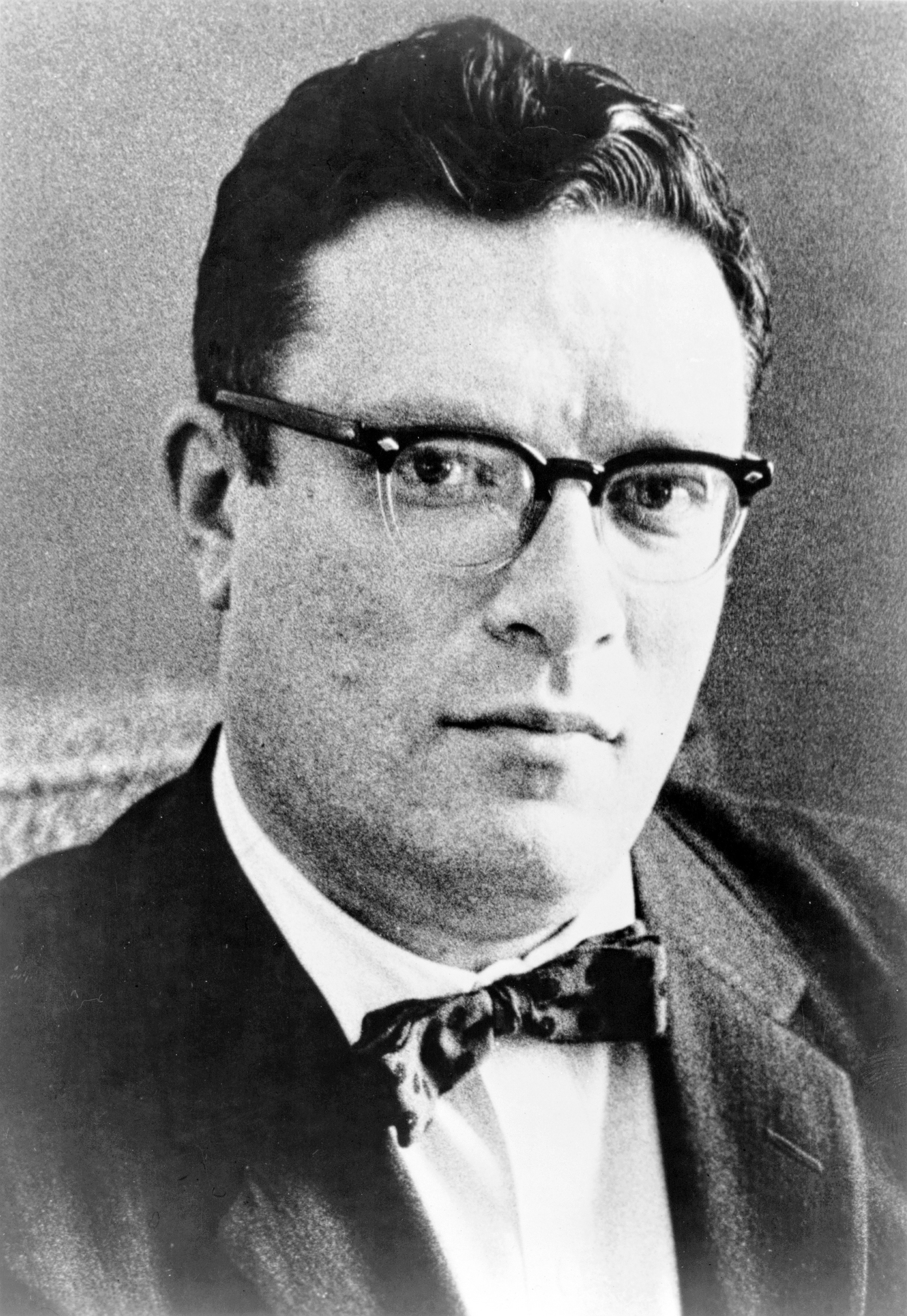
Isaac Asimov (1965)

Die Schule (auch Der Spaß, den sie hatten; Originaltitel: The Fun They Had) ist eine etwa 3-seitige Science-Fiction-Kurzgeschichte von Isaac Asimov aus dem Jahr 1954, die von zwei Kindern im Jahr 2157 erzählt, die über ein altes, auf dem Speicher gefundenes Buch sprechen. In diesem wird beschrieben, wie Kinder früher in die Schule gingen und dort von menschlichen Lehrern angeleitet gemeinsam lernten.

## Inhalt
Es ist der 17. Mai 2157. Tommy, ein 13-Jähriger, hat ein uraltes Buch auf dem Speicher gefunden und zeigt es dem 11-jährigen Nachbarmädchen Margie. Deren Großvater hatte ihr einst erzählt, dass sein Großvater ihm einst versichert habe, dass es früher Geschichten nur auf Papier gedruckt in Büchern gab, und nicht wie heute nur auf Bildschirmen.
Während Tommy Margie erklärt, was in dem Buch steht – dass eine „Schule“ früher ein Ort war, wo menschliche Lehrer in einem Klassenzimmer ganzen Gruppen von Kindern Wissenswertes beibrachten – macht er sich auch über ihr Unwissen zu dem Thema lustig. Beide kennen keine Schule, sondern nur einen kleinen „Schulraum“ neben dem Kinderzimmer, in dem jedes Kind von einem „mechanischen Lehrer“, einer Bildschirmmaschine, die genau auf die Fähigkeiten des einzelnen Kindes eingestellt ist, allein unterrichtet wird. Margie fleht Tommy an, das Buch auch lesen zu dürfen.
Während Margie ihre Hausaufgaben in den dafür vorgesehenen Schlitz ihres mechanischen Lehrers schiebt, stellt sie sich vor, wie es sein müsste, mit vielen Kindern zusammen in der Schule zu spielen, zu lachen und in einem großen Raum zusammen zu lernen und sich gegenseitig helfen zu können: „She was thinking about the fun they had“.

## Bemerkung
Asimov bezeichnete das Interesse an The Fun They Had als „wahrscheinlich die größte Überraschung meiner literarischen Karriere“. Auf die Bitte eines persönlichen Freundes hin schrieb er diese sehr kurze Geschichte für eine Jungen-und-Mädchen-Zeitschrift und dachte, dass er nie mehr davon hören würde. Aber dann wurde sie auch in The Magazine of Fantasy & Science Fiction gedruckt, und über die nächsten Jahre erhielt Asimov mehr als 30 Anfragen für einen Nachdruck, wobei sie auch in Lehrbüchern verwendet wurde.

## Referenz
- Englisch: The Fun They Had, in The Best of Isaac Asimov, 1954–1972, Sphere Science Fiction, London (1977), Ed. Angus Wells
- Deutsch: Die Schule, in Isaac Asimov: Geliebter Roboter, Heyne Verlag (1966)

## Nachweise und Erläuterungen
1. ↑  Etwa: „Sie dachte daran, welchen Spaß sie [gehabt] hatten.“
2. 1 2  Isaac Asimov: The Fun They Had, in The Best of Isaac Asimov, 1954–1972, Sphere Science Fiction, London (1977), Ed. Angus Wells, S. 9–10.
3. ↑  Smart English 6 Wt' 2008 Ed. Rex Bookstore, Inc., ISBN 978-971-23-4949-2, S. 213 (google.com).
4. ↑  Delphine Chartier: De la grammaire pour traduire. Presses Univ. du Mirail, 2006, ISBN 978-2-85816-824-8, S. 216 (google.com).